# Die Mehrbegabten
Die Mehrbegabten (englisch: Our Friends from Frolix 8, Erstveröffentlichung 1970) ist ein Roman des amerikanischen Science-Fiction-Autors Philip K. Dick. Im Buch wird eine dystopische, zukünftige Gesellschaft dargestellt, die von einer kleinen Kaste Menschen mit übermenschlichen Fähigkeiten beherrscht wird.

## Handlung
Im 22. Jahrhundert wird die Erde von den "Neuen Menschen", die übermenschliche Intelligenz besitzen, und den "Außergewöhnlichen", die mentale Fähigkeiten wie Telepathie, Telekinese und Zukunftsvorhersage anwenden, regiert. Thors Provoni, der in die Tiefen des Weltraums geflohen ist, um Hilfe für seinen Widerstand gegen diese herrschenden Gruppen zu finden, kehrt mit einem riesigen, aus Gallertmasse bestehenden außerirdischen Wesen zurück, einem "Freund von Frolix 8", bekannt als Morgo Rahn Wilc. Mit dessen Hilfe will Provoni den "Alten Menschen", also der überragenden Mehrheit der Menschen, die keine besonderen Kräfte entwickelt haben, helfen.
Nick Appleton ist ein einfacher Reifenprofilschneider – er fräst neue Rillen in bereits abgefahrene Reifen; ein simpler Job, in dem er es jedoch zu einer gewissen Profession gebracht hat. Seine bereits schwelende Wut auf die Regierung bricht aus, als sein Sohn Bobby bei einer vermeintlich (und tatsächlich) manipulierten Prüfung durchfällt, mit der die Eignung für einen Job in der Regierung festgestellt werden soll. Zur selben Zeit halten die von "Neuen Menschen" und "Außergewöhnlichen" kontrollierten Behörden den Pro-"Alte Menschen"-Aktivisten Cordon gefangen und bereiten seine Hinrichtung vor. Appleton radikalisiert sich mehr und mehr und verliebt sich in Charlotte ("Charley") Boyer, eine 16-jährige Radikale, die gemeinsam mit ihrem Freund Denny Pamphlete des Widerstandes verteilt. Nachdem die Behörden herausgefunden haben, dass Appleton nun aktiv für den Widerstand kämpft, versuchen sie, ihn und Charley zu fassen.
Unterdessen kehrt das Schiff von Thors Provoni zurück zur Erde. Dies führt zu Panik unter der herrschenden Elite, sowohl hinsichtlich einer feindlichen Invasion aber auch schlicht hinsichtlich ihrer Absetzung als Herrscher der Erde.  Provoni landet trotz schweren Beschusses durch Raketen und Laser unbeschadet auf der Erde, da das beinahe allmächtige Wesen aus dem Weltall ihn von allen Angriffen abschirmt. Mithilfe des Außerirdischen löscht er bei allen Neuen Menschen ihre kognitiven Fähigkeiten, wodurch diese auf das geistige Level von Kleinkindern zurückfallen. Die Außergewöhnlichen hingegen verlieren zwar ebenfalls ihre Fähigkeiten, werden dadurch jedoch nur zu "normalen" Menschen, nicht zu geistigen Kleinkindern.
Das Buch endet damit, dass Willis Grems, der einstige Herrscher der Welt, seine Fähigkeit zum Gedankenlesen verliert, sich geschlagen gibt und sich der Gnade von Thors Provoni unterwirft. Auch der Rest der Regierung bricht zusammen.

## Veröffentlichungsgeschichte
Der 1970 im englischen Original veröffentlichte Roman erschien 1978 im Goldmann-Verlag auf Deutsch. Im Jahr 1987 gab Bastei Lübbe das Buch in einer überarbeiteten Übersetzung erneut heraus.

## Ausgaben
- Our Friends from Frolix 8. Ace Books, New York City 1970, ISBN 0-441-64401-5. – Neueste Ausgabe bei Victor Gollancz Ltd., London 2006, ISBN 0-575-07671-2.
- Die Mehrbegabten. Übersetzt von Tony Westermayr. Goldmann Verlag, München 1978, ISBN 3-442-23275-9.
- Die Mehrbegabten. Neu bearbeitete Übersetzung von Tony Westermayr. Bastei Lübbe, Bergisch Gladbach 1987, ISBN 3-404-23064-7.